# American Trip - Il primo viaggio non si scorda mai
American Trip - Il primo viaggio non si scorda mai (Harold & Kumar Go to White Castle) è un film del 2004 diretto da Danny Leiner.
Nel 2008 è stato realizzato un sequel intitolato Harold & Kumar - Due amici in fuga avente per protagonisti sempre John Cho e Kal Penn.

## Trama
Harold Lee e Kumar Patel sono amici per la pelle che passano il loro tempo a fare baldoria, trangugiando birra e fumando marijuana. Harold è un ragazzo di origini sudcoreane, impiegato presso una banca dove è costretto a sopportare le angherie dei suoi colleghi, i quali non perdono mai l'occasione di affibbiargli del lavoro extra da svolgere nel weekend, e che non trova mai il coraggio di farsi avanti con la bella vicina di casa, Maria. Kumar invece vive senza prendersi delle responsabilità, mandando a monte tutti i colloqui di lavoro che il padre gli fissa; proviene da una facoltosa famiglia di medici indiani ed il padre vorrebbe che lui continuasse la tradizione di famiglia.
Durante uno dei loro venerdì sera di divertimento, dopo qualche spinello di troppo, i giovani vengono assaliti da una improvvisa fame chimica: sarà uno spot pubblicitario della catena White Castle a risolvere i loro problemi. I due inizieranno un viaggio rocambolesco e pieno di tragicomiche disavventure alla ricerca di un mega-hamburger che possa saziare la loro fame. Nel film c'è anche la partecipazione di Neil Patrick Harris, nella parte di una versione romanzata di sé stesso.